# Valentin von Eickstedt
Valentin von Eickstedt (ur. 1527, zm. 23 lipca 1579 (1580?) – szlachcic pomorski, kanclerz pomorski.
Pochodził z rodziny należącej do szlachty zamkowej. W 1545, po ukończeniu studiów na uniwersytecie w Gryfii został przyjęty w poczet kancelarii książęcej w Wołogoszczy przez kanclerza Jakuba von Zitzewitza. W 1555 brał udział z ramienia księcia wołogoskiego Filipa I w negocjacjach pokojowych w Augsburgu, a następnych latach posłował do Warszawy, aby działać na rzecz wolności handlu między oboma krajami. W 1558 przejął po Jakubie von Zitzewitzu urząd kanclerski, a 29 kwietnia 1559 został wysłany przez Filipa I, by w jego imieniu złożyć hołd przed cesarzem Ferdynandem I oraz, by ten ostatni zatwierdził przywileje Pomorza Zachodniego. Valentin von Eickstedt jako kanclerz cechował się dużą skutecznością działania i był wtajemniczany przez księcia, a potem przez jego synów we wszystkie sprawy polityki wewnętrznej i zagranicznej Pomorza. Na landtagu w Szczecinie mającym miejsce w styczniu 1560 opierał się zwiększeniu dominium książęcego ze strony księcia szczecińskiego Barnima IX Starego, uczestniczył też w opracowywaniu pomorskiego statutu kościoła już od lutego 1560 (chociaż ostatecznie został on opublikowany dopiero w 1569). Znany był również jako badacz i historyk, którego twórczość była przez potomnych jednak przeceniana. W roku 1552 napisał w dobrej łacinie dla młodego księcia Jana Fryderyka Epitome annalium Pomeraniae, do której dołączone zostały Genealogia Pomeraniae, Catalogus episcoporum Caminensium i Descriptio Pomeraniae. Nie była to samodzielna praca – raczej wyciąg z Pomeranii Thomasa Kantzowa. Również w 1562 roku, dwa lata po śmierci księcia Filipa I napisał również po łacinie Vita Philippi I., ducis Pomeraniae. Wreszcie jest on autorem napisanej w języku górnoniemieckim pracy Annales Pomeraniae, również opartej na dziele Kantzowa. Valentin von Eickstedt został pochowany w kościele św. Mikołaja w Greifswaldzie.